# Синадино, Пантелеймон Иванович
Пантелеймо́н Ива́нович Синади́но (рум. Pantelimon I. Sinadino; ? — ?, Кишинёв) — городской голова Кишинёва с 1837 по 1842.

## Биография
Пантелеймон Иванович Синадино родился в греческой семье на острове Хиос в Эгейском море.
В 1827 году переселился в Кишинёв, где одним из первых открыл на берегу реки Бык мойку шерсти. Современное оснащение фабрики позволило наладить выпуск высококачественного сырья. Шерсть фабрики Синадино выставлялась на первой Бессарабской сельскохозяйственной выставке.
Коммерческие и организаторские способности Пантелеймона Синадино получили достойное признание в городе. В 1837 году кишинёвцы избрали его городским головой на три года, в 1840 году он был переизбран на второй срок.
Пантелеймон Синадино запомнился кишинёвцам постройкой Греческой церкви, по проекту архитектора Бернардацци, на углу Синадиновской и Фонтанной улиц. Синадино установил Триумфальную арку, главным украшением которой, по замыслу архитектора Заушкевича, должен был стать гигантский колокол, отлитый из турецких пушек, захваченных в Измаиле.
В 1843 году городским головой вновь становится Дмитрий Ловчинский.